# Giles, Giles and Fripp
Giles, Giles and Fripp fue un grupo de rock de la década de 1960 integrado por los músicos Robert Fripp (guitarra), Michael Giles (batería) y Peter Giles (bajo). Editaron un solo álbum, The Cheerful Insanity of Giles, Giles and Fripp (Deram Records, 1968). 
Robert Fripp y Michael Giles fundarían más tarde el famoso grupo de rock progresivo King Crimson, con Greg Lake, Ian McDonald y Peter Sinfield. Algunos de los temas de la banda aparecerían, con nuevos arreglos, en el primer disco de King Crimson, In the Court of the Crimson King, como por ejemplo una hermosa y multivocal versión de "I Talk to the Wind".
- Datos: Q2273116